# Боброво (Ленинский район)
Боброво — посёлок городского типа (до 2019 года — деревня) в Ленинском городском округе Московской области России.

## География
Находится у Симферопольского шоссе, пересекающего пгт с севера на юг, примерно в 5 км к юго-западу от центра города Видного. Ближайшие населённые пункты — посёлки городского типа Дрожжино и Лопатино. Через Боброво протекает река Гвоздянка.
К северу от частной застройки Боброво расположен многоэтажный жилой комплекс Восточное Бутово, к западу, за Симферопольским шоссе — крупное дачное некоммерческое товарищество Бутово. Главная улица ЖК Восточное Бутово — Крымская. На территории ДНТ Бутово расположено Дрожжинское кладбище.

## Этимология
Название деревни, предположительно, происходит от некалендарного личного имени Бобр.

## История
Деревня отмечена на картах 1763 года «Планъ Царствующаго града Москвы съ показаниемъ лежащихъ мѣсть та тридцать версть въ откругѣ» под названием «Боброва».
В XIX веке деревня Боброво входила в состав Сухановской волости Подольского уезда. В 1899 году в деревне проживало 250 человек.
В период сталинских репрессий рядом с деревнями Боброво и Дрожжино на Бутовском полигоне проводились массовые расстрелы. Согласно результатам исследований архивно-следственных документов, здесь в 1930—1950-х годах были расстреляны более двадцати тысяч человек: 20 761 расстрелянный в августе 1937 — октябре 1938 годов (время большинства казней) известен поимённо. В настоящее время на Бутовском полигоне устроен мемориальный комплекс, рядом (ныне территория посёлка Боброво) построен храм Новомучеников и Исповедников Российских в Бутове.
До 2006 года Боброво входило в Булатниковский сельский округ Ленинского района, а с 2006 до 2019 года в рамках организации местного самоуправления входило в Булатниковское сельское поселение Ленинского муниципального района.
К северу от частной застройки Боброво строится ЖК Восточное Бутово, состоящий из многоквартирных домов (первая очередь сдана в 2015 году).
Постановлением губернатора области от 27 июня 2019 года деревня была наделена статусом посёлка городского типа (рабочего посёлка).
С 2019 года входит в Ленинский городской округ.

## Население
| 2002 | 2006 | 2010 | 2021    | 2023    | 2024    |
| ---- | ---- | ---- | ------- | ------- | ------- |
| 52   | ↘25  | ↗130 | ↗13 259 | ↘12 814 | ↗16 988 |

Согласно Всероссийской переписи, в 2002 году в деревне проживало 52 человека (22 мужчины и 30 женщин). По данным на 2005 год в деревне проживало 25 человек. Согласно Всероссийской переписи, в 2010 года в деревне проживало 130 человек. В настоящее время население значительно возросло в связи со строительством многоквартирных домов ЖК Восточное Бутово.

## Инфраструктура
- Улицы: Крымская (ЖК Восточное Бутово), Лесная (ЖК Восточное Бутово), Юбилейная, Берёзовая (ДНТ Бутово) и др.
- Бутовская средняя общеобразовательная школа № 1, корпус № 2 (ЖК Восточное Бутово).
- Два детских сада, включая детский сад «Бобрёнок» — корпусы № 1 и № 2 (ЖК Восточное Бутово).

## Достопримечательности
- Храм Новомучеников и Исповедников Российских в Бутове, построенный в 2004—2007 годах.
- Памятник односельчанам, погибшим в Великой Отечественной войне[16].